# Eupithecia semiflavata
Eupithecia semiflavata är en fjärilsart som beskrevs av W. Warren 1902. Eupithecia semiflavata ingår i släktet Eupithecia och familjen mätare. Inga underarter finns listade i Catalogue of Life.